# Interkozmosz–19
Interkozmosz–19 (IK-19) szovjet tudományos, atmoszférakutató és technológiai műhold, a szocialista országok közös Interkozmosz űrprogramjának egysége.

## Jellemzői
1979. február 27-én a Pleszeck űrrepülőtérről egy Interkozmosz hordozórakéta a Koszmosz-3M (11K65M) – 198. eredményes felbocsátás (több mint 1 tonna hasznos terhet elbíró, kétfokozatú) – segítségével indították Föld körüli, közeli körpályára.
Az orbitális egység pályája 96.4 perces, 74 fokos hajlásszögű, elliptikus pálya-perigeuma 502 kilométer, apogeuma 966 kilométer volt. Energiaellátását akkumulátorok és napelemek összehangolt egysége biztosította. Többször hajtott végre manővert. Hasznos tömege 1015 kilogramm. Programjának, műszereinek kialakításában több szocialista ország közreműködött. Aktív szolgálati idejét 2002. szeptember 23-án 8608 nap után fejezte be, a Föld légkörébe érve elégett.
A Központi Fizikai Kutatóintézet (KFKI) Atomenergia Kutatóintézete, valamint a Budapesti Műszaki Egyetem mérnökei tervezték és készítették az analóg-digitális konvertert (A/D Converter) és a fedélzeti tápegység feszültségstabilizáló eszközét. Az Egységes Telemetrikus Rendszer [ETMSZ-PS] elemeinek tervezésében a magyar kutatókon kívül NDK, lengyel, szovjet, csehszlovák és román mérnökök vettek részt. Az adattárolók rendszeresen továbbították adataikat a földi vevőállomásokra. A KFKI mérnökei nagy megbízhatóságú fedélzeti számítógépeket, illetve földi ellenőrző berendezéseket készítettek. Közös kísérletek a műhold fedélzetén: plazmakísérletek, hullámkísérletek (100 Hz-től 5-ig MHz-ig)-, részecskekísérletek).

## Külső hivatkozások
- Interkozmosz–19. hit.bme.hu. (Hozzáférés: 2012. december 14.)
- Interkozmosz–19. skyrocket.de. (Hozzáférés: 2012. december 18.)
- Interkozmosz–19. lib.cas.cz. (Hozzáférés: 2012. december 18.)

| Elődje: Interkozmosz–18 | Interkozmosz sorozat 1969–1994 | Utódja: Interkozmosz–20 |